# Lorena (Texas)
Lorena è un comune (city) degli Stati Uniti d'America della contea di McLennan nello Stato del Texas. La popolazione era di 1 662 abitanti al censimento del 2010. Fa parte dell'area metropolitana di Waco.

## Geografia fisica
Lorena è situata a 31°22′57″N 97°12′47″W (31.382482, -97.212998). Secondo lo United States Census Bureau, la città ha una superficie totale di 8,7 km², dei quali 8,7 km² di territorio e 0 km² di acque interne (0% del totale). Lorena si trova fuori la Interstate 35, dove in origine si trovava l'Highway 81.

## Società

### Evoluzione demografica
Secondo il censimento del 2010, la popolazione era di 1 691 abitanti.

### Etnie e minoranze straniere
Secondo il censimento del 2010, la composizione etnica della città era formata dal 93,61% di bianchi, lo 0,95% di afroamericani, lo 0,06% di nativi americani, lo 0,95% di asiatici, lo 0% di oceanici, il 3,02% di altre razze, e l'1,42% di due o più etnie. Ispanici o latinos di qualunque razza erano il 9,88% della popolazione.